# Anopheles nataliae
Anopheles nataliae este o specie de țânțari din genul Anopheles, descrisă de John Nicholas Belkin în anul 1945. Conform Catalogue of Life specia Anopheles nataliae nu are subspecii cunoscute.